# 大道站路
大道站路是中国上海市浦东新区的一条道路，东西走向，西起浦三路，东至新浦路，全长763米。

## 周边建筑物
- 三林世博家园

## 交会道路（西向东）
- 浦三路
- 东书房路
- 新浦路